# Пеніскола
Пеніскола, Пеньїскола (валенс. Peníscola, ісп. Peñíscola, офіційна назва Peníscola/Peñíscola) — муніципалітет в Іспанії, у складі автономної спільноти Валенсія, у провінції Кастельйон. Населення — 7447 осіб (2018).

## Географія
Муніципалітет розташований на відстані близько 350 км на схід від Мадрида, 55 км на північний схід від міста Кастельйон-де-ла-Плана.

## Галерея зображень

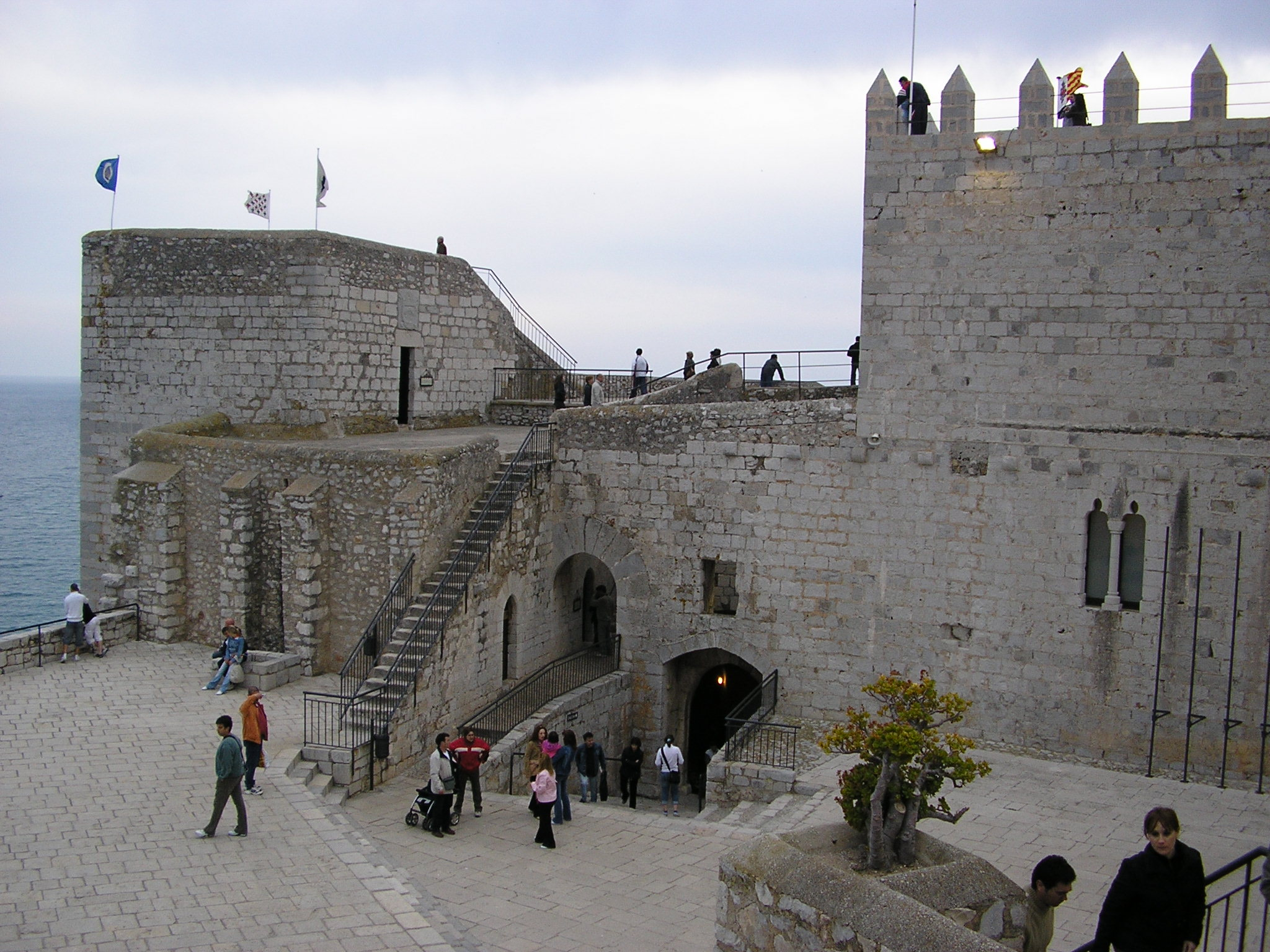
Замок
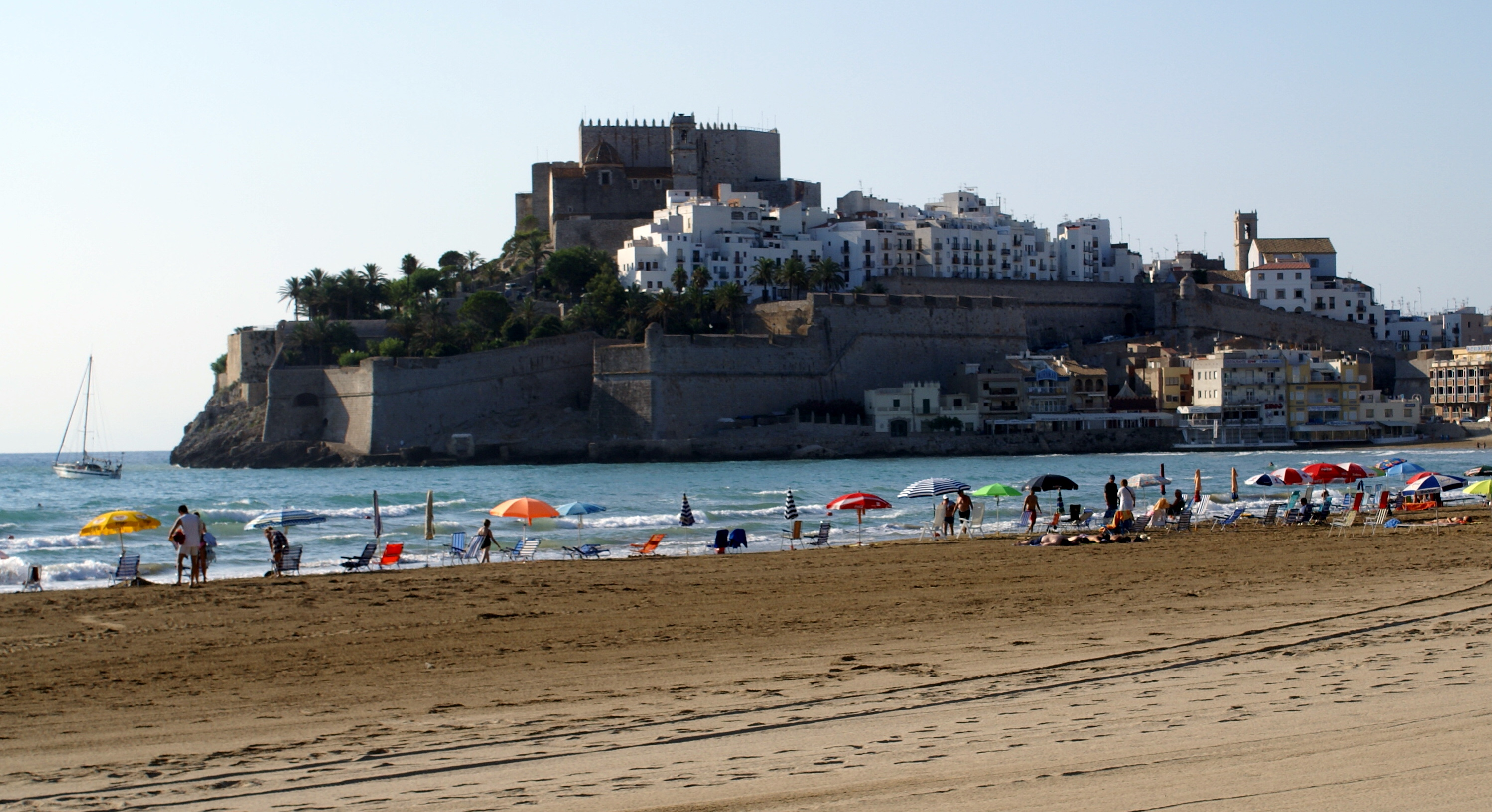
Пеніскола, вид старого міста з замком на задньому плані
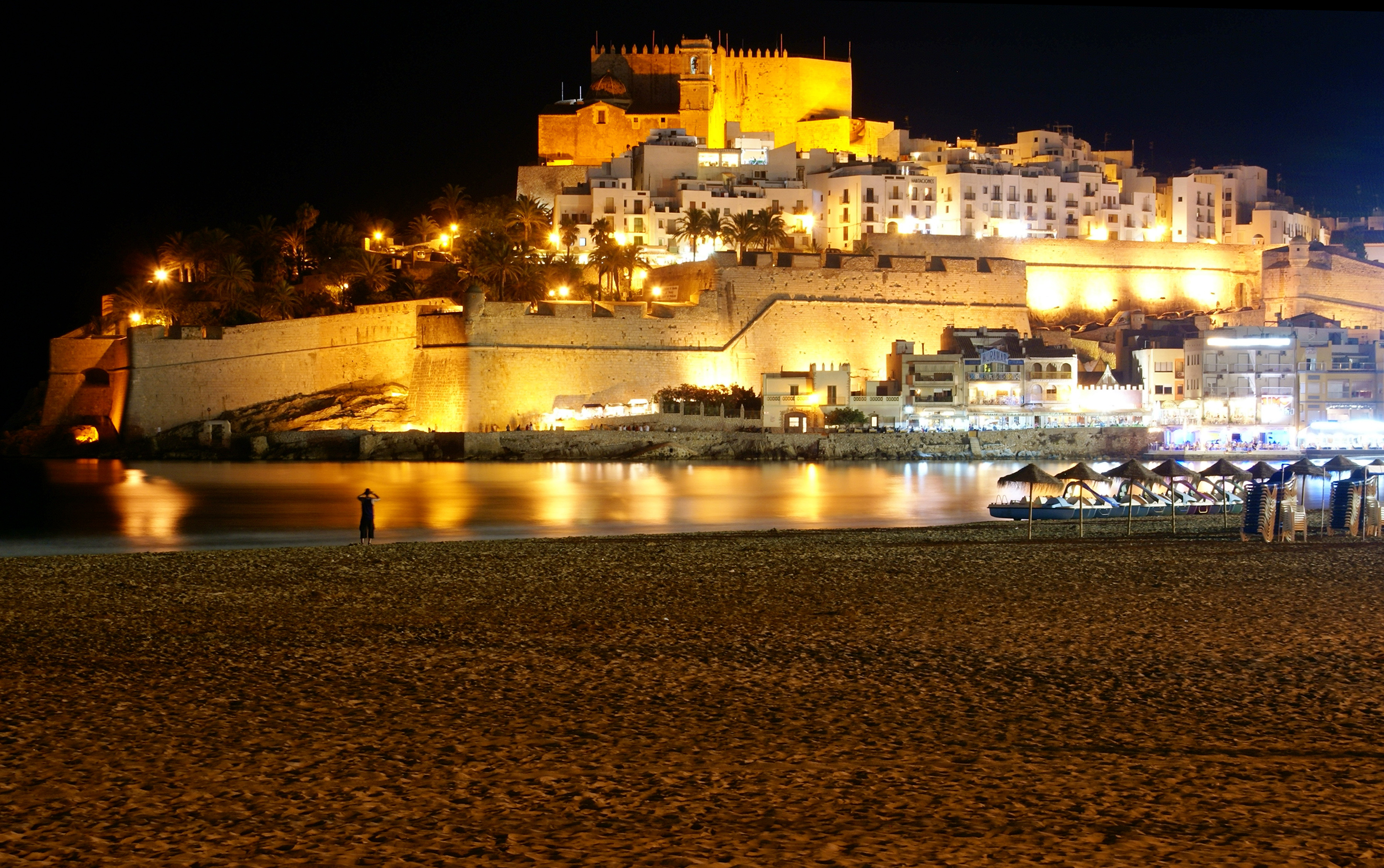
Історична частина міста вночі